# Bahnhof Otterfing
Der Bahnhof Otterfing ist ein Haltepunkt der Deutschen Bahn an der Bahnstrecke München–Lenggries in der bayerischen Gemeinde Otterfing. Er wird von der Linie S3 der S-Bahn München bedient, die zwischen Mammendorf und Holzkirchen verkehrt.

## Geschichte
Bereits 1872 ersuchte die Gemeinde Otterfing den Bayerischen Landtag um Errichtung einer Haltestelle an der zunächst nur bis Holzkirchen führenden Bahnstrecke. Am 3. Juli 1876 beschloss der Bayerische Landtag in seiner 13. öffentlichen Sitzung über den Gesetzentwurf der Kammer der Abgeordneten über die pfälzischen Bahnen. Dabei wurde von der Kammer unter anderem beantragt, dass der Gemeinde Otterfing, damals Bezirksamt München, die Genehmigung zur Errichtung einer Haltestelle für die Güterexpedition 2. Klasse an der Bahnlinie München–Holzkirchen erteilt wird. Aufgrund des Missverhältnisses des Kostenaufwands zum Bedürfnis wurde der Antrag abgelehnt und zur Tagesordnung übergegangen.
Am 1. Oktober 1891 eröffneten die Königlich Bayerischen Staatseisenbahnen (K.Bay.Sts.B.) zwischen Sauerlach und Holzkirchen die neue Station Otterfing mit vollständigem Abfertigungsdienst, am 2. Dezember 1892 wurde sie für den Gesamtverkehr übergeben.
1899 wurde vom zuständigen Staatsministerium dem Komitee für die Erbauung einer Lokalbahn von Otterfing nach Dietramszell die technischen Vorarbeiten für die Dauer von zwei Jahren bewilligt. Das Projekt blieb unverwirklicht.
1939 wurde bei der Anlage einer Wasserleitung nördlich des Bahnhofsgebäudes ein spätrömisches Skelettgrab gefunden. 1942 wurde bei Ausschachtungsarbeiten nahe dem Bahnhof auch das Körpergrab einer Frau entdeckt.
Das ehemalige Backsteingebäude des Otterfinger Bahnhofs wurde vor Jahren von der Gemeinde erworben und wird nicht mehr für den Haltepunkt genutzt. Die Räume sind an den 1976 gegründeten Verein Eisenbahnfreunde München Südost e. V. verpachtet, der die Erdgeschossräume bereits 1985 von der Deutschen Bundesbahn (DB) zur Verfügung gestellt bekommen hatte.
Für die S-Bahn wurde der Haltepunkt erneuert, 1975 wurde der S-Bahn-Betrieb zwischen Deisenhofen und Holzkirchen aufgenommen. 
Wesentliche Modernisierungsarbeiten an der S-Bahn-Haltestelle und der zugehörigen Unterführung erfolgten nicht mehr seit 1970. Der heutige Haltepunkt verfügt weder über öffentliche Toiletten noch Gewerbeflächen. Eine Vollüberdachung der Bahnsteige, ein barrierefreier Ausbau der Bahnsteige und ähnliches, was im Zuständigkeitsbereich der DB läge, unterbleibt laut einer Aussage des damaligen Bürgermeisters Jakob Eglseder 2018 aufgrund einer zu geringen Frequentierung der Anlage. Der Bau eines Toilettenhäuschens zwischen Fahrrad-Abstellanlage und Abgang zur Unterführung durch die Gemeinde sowie von Parkplätzen am Bahnhof sei angedacht.

## Verkehr
Neben der S3 wird der Haltepunkt auch von wenigen Regionalzügen der Bayerischen Oberlandbahn (BOB) bedient, an Werktagen halten sie zweimal täglich in Richtung Schliersee/Bayrischzell/Lenggries/Tegernsee und einmal täglich in Richtung München (Stand 2023).
Auf Gleis 1 fahren alle Züge in Richtung Holzkirchen, auf Gleis 2 Züge nach Maisach bzw. Mammendorf.
| Linie | Verlauf | Takt   |
| ----- | --- | ------ |
| S3    | Mammendorf – Malching – Maisach – Gernlinden – Esting – Olching – Gröbenzell – Lochhausen – Langwied – Pasing – Laim – Hirschgarten – Donnersbergerbrücke – Hackerbrücke – Hauptbahnhof – Karlsplatz (Stachus) – Marienplatz – Isartor – Rosenheimer Platz – Ostbahnhof – St.-Martin-Straße – Giesing – Fasangarten – Fasanenpark – Unterhaching – Taufkirchen – Furth – Deisenhofen – Sauerlach – Otterfing – Holzkirchen | 20 min |